# أليكسي لوتزينكو
أليكسي لوتزينكو (الروسية: Луценко, Алексей Александрович) مواليد 7 سبتمبر 1992 في بتروبافل، كازاخستان، هو دراج كازاخستاني
في صنف سباق الدراجات على الطريق.

## سباقات أو مراحل فاز بها
| التاريخ        | السباق                                                        | المركز                                                                   |
| -------------- | ------------------------------------------------------------- | ------------------------------------------------------------------------ |
| 08 أبريل 2010  | 2010 Asian Road Cycling Championships Men U19 ITT             |                                                                          |
| 09 أبريل 2010  | 2010 Asian Road Cycling Championships Men U19 RR              | الفائز في التصنيف العام                                                  |
| 01 يناير 2012  | سباق الطريق لأقل من 23 سنة في بطولة العالم 2012               | الفائز في التصنيف العام                                                  |
| 03 يونيو 2012  | 2012 Coupe des Nations Ville Saguenay                         |                                                                          |
| 11 أغسطس 2012  | طواف أين 2012                                                 | الثالث في تصنيف أفضل شاب، الرابع في تصنيف الجبال، الخامس في تصنيف النقاط |
| 01 سبتمبر 2012 | تور دي أفينير 2012                                            | الثاني في تصنيف النقاط، الرابع في تصنيف الجبال                           |
| 09 يونيو 2013  | كريثيديا دو دوفين 2013                                        | الخامس في تصنيف الجبال                                                   |
| 01 يناير 2014  | cycling at the 2014 Asian Games – men's individual time trial |                                                                          |
| 18 مارس 2014   | تيرينو ادرياتيكو 2014                                         | الخامس في تصنيف الجبال                                                   |
| 10 أغسطس 2014  | طواف الدنمارك 2014                                            | الأول في تصنيف النقاط، الثاني في تصنيف أفضل شاب، الرابع في التصنيف العام |
| 05 أكتوبر 2014 | طواف ألماتي 2014                                              | الفائز في التصنيف العام                                                  |
| 04 أكتوبر 2015 | طواف ألماتي 2015                                              | الفائز في التصنيف العام                                                  |
| 02 أكتوبر 2016 | طواف ألماتي 2016                                              | الفائز في التصنيف العام                                                  |
| 30 أكتوبر 2016 | طواف هاينان 2016                                              | الفائز في التصنيف العام                                                  |
| 01 يناير 2017  | طواف آسيا للدراجات 2017                                       |                                                                          |
| 01 أكتوبر 2017 | طواف ألماتي 2017                                              | الفائز في التصنيف العام                                                  |
| 01 يناير 2018  | cycling at the 2018 Asian Games – men's road race             |                                                                          |
| 01 يناير 2018  | cycling at the 2018 Asian Games – men's road time trial       |                                                                          |
| 01 يناير 2018  | طواف آسيا للدراجات 2018                                       | الفائز في التصنيف العام                                                  |
| 18 فبراير 2018 | طواف عمان 2018                                                | الفائز في التصنيف العام                                                  |
| 01 يناير 2019  | طواف آسيا للدراجات 2019                                       | الفائز في التصنيف العام                                                  |
| 21 فبراير 2019 | طواف عمان 2019                                                | الفائز في التصنيف العام                                                  |
| 19 مارس 2019   | تيرينو أدرياتيكو 2019                                         | الأول في تصنيف الجبال، الثامن في تصنيف النقاط                            |
| 26 يونيو 2019  | 2019 Kazakhstan National Road Cycling Championships - Men ITT | الفائز في التصنيف العام                                                  |
| 30 يونيو 2019  | 2019 Kazakhstan National Road Cycling Championships - Men RR  | الفائز في التصنيف العام                                                  |
| 18 أغسطس 2019  | سباق النرويج 2019                                             | الفائز في التصنيف العام                                                  |
| 14 سبتمبر 2019 | 2019 Coppa Ugo Agostoni                                       |                                                                          |
| 19 سبتمبر 2019 | كوبا ساباتيني 2019                                            | الفائز في التصنيف العام                                                  |
| 21 سبتمبر 2019 | ميموريال ماركو بانتاني 2019                                   | الفائز في التصنيف العام                                                  |
| 01 يناير 2020  | طواف آسيا للدراجات 2020                                       | الفائز في التصنيف العام                                                  |
| 16 فبراير 2020 | طواف بروفانس 2020                                             | الأول في تصنيف النقاط، الثالث في التصنيف العام، الثامن في تصنيف الجبال   |
| 01 يناير 2021  | طواف آسيا للدراجات 2021                                       | الفائز في التصنيف العام                                                  |
| 11 أكتوبر 2021 | 2021 Coppa Agostoni                                           | الفائز في التصنيف العام                                                  |
| 01 يناير 2022  | طواف آسيا للدراجات 2022                                       | الفائز في التصنيف العام                                                  |
| 14 فبراير 2022 | كلاسيكا جيان بارايسو إنتيريور 2022                            | الفائز في التصنيف العام                                                  |
| 01 يناير 2023  | طواف آسيا للدراجات 2023                                       | الفائز في التصنيف العام                                                  |
| 14 أبريل 2023  | جيرو دي سيسيليا 2023                                          | الفائز في التصنيف العام                                                  |
| 21 يونيو 2023  | 2023 Kazakhstan National Road Cycling Championships - Men ITT | الفائز في التصنيف العام                                                  |
| 25 يونيو 2023  | 2023 Kazakhstan National Road Cycling Championships - Men RR  | الفائز في التصنيف العام                                                  |
| 30 يوليو 2023  | سيركويتو دي جيتكسو 2023                                       | الفائز في التصنيف العام                                                  |
| 16 سبتمبر 2023 | ميموريال ماركو بانتاني 2022                                   | الفائز في التصنيف العام                                                  |
| 15 أكتوبر 2023 | طواف تركيا الرئاسي 2023                                       | الفائز في التصنيف العام                                                  |
| 01 يناير 2024  | طواف آسيا للدراجات 2024                                       | الفائز في التصنيف العام                                                  |
| 12 أبريل 2024  | 2024 Giro d'Abruzzo                                           | الفائز في التصنيف العام                                                  |
| 15 سبتمبر 2024 | 2024 Trofeo Matteotti                                         |                                                                          |

## الميداليات
| الميدالية | المسابقة                                    |
| --------- | ------------------------------------------- |
| ذهبية     | بطولة العالم لسباق الدراجات على الطريق 2012 |
| ذهبية     | دورة الألعاب الآسيوية 2014                  |

## روابط خارجية
- أليكسي لوتزينكو على موقع الاتحاد الدولي للدراجات (الإنجليزية)
- أليكسي لوتزينكو على موقع أرشيف الدراجات (الإنجليزية)
- أليكسي لوتزينكو على موقع إحصائيات الدراجات الإحترافية (الإنجليزية)
- أليكسي لوتزينكو على موقع نسبة الدراجات (الإنجليزية)
- أليكسي لوتزينكو على موقع CycleBase (الإنجليزية)
- أليكسي لوتزينكو على موقع اللجنة الأولمبية الدولية (الإنجليزية)
- أليكسي لوتزينكو على موقع أوليمبيديا (الإنجليزية)